# Oktjabrsk
Oktjabrsk (russisch Октябрьск) ist eine Stadt in der Oblast Samara (Russland) mit 27.244 Einwohnern (Stand 14. Oktober 2010).

## Geografie
Die Stadt liegt im Südwesten des Wolgabogens Samarskaja Luka, etwa 150 km westlich der Oblasthauptstadt Samara. Sie zieht sich in einem schmalen Streifen über 20 Kilometer am rechten Ufer der hier zum Saratower Stausee aufgestauten Wolga hin. Westlich geht Oktjabrsk fast nahtlos in die Großstadt Sysran über.
Oktjabrsk ist der Oblast administrativ direkt unterstellt.
Die Stadt liegt an der auf diesem Abschnitt 1877 eröffneten Eisenbahnstrecke Moskau–Samara (Station Oktjabrsk bei Streckenkilometer 975). Auf dem Stadtgebiet befindet sich noch der Bahnhof Prawaja Wolga (wörtlich Rechte Wolga, also Rechtes Wolgaufer), nahe dem die Strecke die Wolga auf einer fast 1500 Meter langen Brücke mit anschließendem fünf Kilometer langen Damm überquert. Nördlich an Oktjabrsk führt auch die Fernstraße M5 Moskau–Samara–Tscheljabinsk vorbei. Die Stadt hat einen Flusshafen an der Wolga.

## Geschichte
Auf dem Territorium der heutigen Stadt entstanden erste Siedlungen gegen Ende des 17. Jahrhunderts, so 1684 Gorodischtsche als einer der Befestigungen der Sysraner Verteidigungslinie entlang der damaligen Grenze des Zarentums Russland und 1704 Batraki als Fährstelle über die Wolga.
1880 entstand im Zusammenhang mit dem Eisenbahnbrückenbau über die Wolga die Siedlung Prawaja Wolga und 1882 bei einem Asphaltwerk einige Kilometer flussaufwärts Petschorski, das 1925 in Perwomaiski umbenannt wurde.
1942 wurden die inzwischen zusammengewachsenen Orte, darunter außerdem das zwischen Batraki und Prawaja Wolga liegende große Dorf Kostytschi zum Rajon Oktjabrski der Stadt Sysran vereinigt (Name abgeleitet von oktjabr, russisch für Oktober; bezieht sich auf die Oktoberrevolution). 1956 wurde der Rajon unter dem heutigen Namen selbständige Stadt.

### Bevölkerungsentwicklung
| Jahr | Einwohner | Anmerkung                                                         |
| ---- | --------- | ----------------------------------------------------------------- |
| 1939 | 18.930    | nur Arbeitersiedlung Batraki (10.106) und Dorf Kostytschi (8.824) |
| 1959 | 33.771    |                                                                   |
| 1970 | 33.981    |                                                                   |
| 1979 | 29.769    |                                                                   |
| 1989 | 27.449    |                                                                   |
| 2002 | 25.336    |                                                                   |
| 2010 | 27.244    |                                                                   |

Anmerkung: Volkszählungsdaten

## Kultur und Sehenswürdigkeiten
Seit 1995 besitzt Oktjabrsk ein Heimatmuseum.

## Wirtschaft
Hauptwirtschaftszweig sind die Bau- und Baumaterialienwirtschaft (Isoliermittel, Stahlbeton-, Holz- und Metallkonstruktionen, Asphalt, Feuerfestmaterialien). Daneben existiert Textil- und holzverarbeitende Industrie.